# Acrobelesia cooperi
Acrobelesia cooperi é uma espécie de braquiópode pertencente à família Dyscoliidae.
A autoridade científica da espécie é d'Hondt, tendo sido descrita no ano de 1976.
Trata-se de uma espécie presente no território português, incluindo a sua zona económica exclusiva.